# Alsia
Alsia, rod pravih mahovina iz porodice Leucodontaceae, dio reda Hypnales. Postoji najmanje jedna vrsta sa zapada Sjeverne Amerike i Novog Zelanda; po drugim autorima tri vrste

## Vrste
1. Alsia californica Sullivant, 1855
2. Alsia macounii Kindb.
3. Alsia smithii (Hedw.) Lindb.